# Омигов, Иван Фёдорович
Иван Фёдорович Омигов (1923—1966) — подполковник Советской Армии, участник Великой Отечественной войны, Герой Советского Союза (1945).

## Биография
Родился 12 сентября 1923 года на станции Макинка Кокчетавский уезд (ныне — город Макинск в Акмолинской области Казахстана).
Окончил восемь классов школы. В 1941 году призван на службу в Рабоче-крестьянскую Красную Армию. В 1942 году окончил военную авиационную школу лётчиков. С ноября того же года — на фронтах Великой Отечественной войны.
К марту 1945 года лейтенант Иван Омигов был старшим лётчиком 828-го штурмового авиаполка 260-й штурмовой авиадивизии 4-й воздушной армии 2-го Белорусского фронта. К тому времени он совершил 123 боевых вылета на штурмовку скоплений боевой техники и живой силы противника, нанеся ему большие потери.
Указом Президиума Верховного Совета СССР от 18 августа 1945 года за «образцовое выполнение боевых заданий командования на фронте борьбы с немецкими захватчиками и проявленные при этом мужество и героизм» лейтенант Иван Омигов был удостоен высокого звания Героя Советского Союза с вручением ордена Ленина и медали «Золотая Звезда» за номером 8214.
После окончания войны продолжил службу в Советской Армии. В 1956 году он окончил Военно-воздушную академию. В 1960 году в звании подполковника Омигов был уволен в запас.
Проживал в Воронеже. Скоропостижно умер 12 мая 1966 года, похоронен на Коминтерновском кладбище Воронежа.
Был также награждён тремя орденами Красного Знамени, орденами Отечественной войны 1-й степени и Красной Звезды, рядом медалей.
В честь Омигова была названа школа в Макинске. Сейчас это лицей имени Балуана Шолака.